# Philippe Jeantot
Philippe Jeantot (Antananarivo, 1952. május 8. –) francia mélytengeri búvár, aki későbbi elismeréseit mint hosszú távú vitorlázó, szólóvitorlázó és óceáni versenyrekorder nyerte el.
Ő alapította a Vendée Globe földkerülő szólóvitorlás versenyt.

## Életrajz
Philippe Jeantot pályafutását mélytengeri búvárként kezdte olajfúró tornyokon.
1977-ben részt vett a Janus IV  nevű (a COMEX által szervezett) mélytengeri merülésben, amelyen Jacques Verpeaux és Gérard Vial megdöntötték a mélységi merülés csúcsát 501 méterrel.
A vitorlázás azután kezdte érdekelni, hogy elolvasta Bernard Moitessier könyvét, a Hosszú útat. Miután megtanult vitorlázni, épített magának egy 13,5 méteres (44 lábas) acélhajót, és azt tervezte, hogy szólóban körbevitorlázza vele a Földet. Kétévnyi cirkálás után elindult a BOC Challenge (mai neve VELUX 5 Ocean Race) első futamán 1982-ben. Meg is nyerte a versenyt, és megdöntötte a földkerülő szólóvitorlázás korábbi csúcsát 159 napos és 2 órás idővel.
1984-ben Jeantot elindult az OSTAR-on, egy új katamaránnal, a Crédit Agricole II-vel vitorlázva. Egy borulás után kénytelen volt feladni a versenyt, de megmentette a hajót, majd benevezett az 1984-es Quebec–St. Malo-versenyre, ahol megdöntötte a 24 órás sebességrekordot. 1985-ben a Grand Prix de Brest, La Baule, Round Europe versenyeken aratott sikereket.
1986-ban ismét elindult a BOC Challenge-en a  Crédit Agricole III. nevű hajóval, és ismét győzött.
1989-ben Jeantot megalapította a Vendée Globe-ot, azt a szólóvitorlás földkerülő versenyt, amelyen nonstop, segítség és kikötési lehetőség nélkül halad a hajó. Ő is elindult a versenyen a Crédit Agricole IV-gyel, és a negyedik helyen végzett.
1990-ben ismét elindult a BOC Challenge-en a Crédit Agricole IV-gyel, és a  harmadik helyen végzett. Ezzel teljesítette a negyedik szólóvitorlás földkerülését. A verseny után bejelentette, visszavonul a vitorlázástól, hogy a hajóépítő vállalkozásával foglalkozzon.
1990 novemberében Jeantot két év felfüggesztett börtönbüntetést, valamint 15 000 euró bírságot kapott adócsalás miatt. Fellebbezett, de az ítélet megmaradt.
2006-ban Jeantot SailCom cégét pénzügyi szabálytalanságokkal vádolták a társasági adó állítólagos elkerülése miatt, valamint visszaéléssel a társaság eszközeivel. A SailComot Jeantot alapította, hogy finanszírozza a távolsági vitorlásversenyeket.

## Fordítás
Ez a szócikk részben vagy egészben  a   Philippe Jeantot című angol Wikipédia-szócikk ezen változatának fordításán alapul.  Az eredeti cikk szerkesztőit annak laptörténete sorolja fel. Ez a jelzés csupán a megfogalmazás eredetét és a szerzői jogokat jelzi, nem szolgál a cikkben szereplő információk forrásmegjelöléseként.